# 滝口弘人
滝口弘人（たきぐち ひろひと、1934年4月20日 - 1999年3月）は日本の社会運動家。本名、佐々木慶明（ささき　よしあき）。

## 経歴
- 1934年4月20日、広島県に生まれる。
- 1955年、東京外国語大学入学
- 1960年、東京大学教育学部へ編入
- 1961年、「共産主義＝革命的マルクス主義の旗を奪還するための闘争宣言（草案・通称「No6」）」を発表
- 1969年、革命的労働者協会（社会党・社青同解放派）の結成。総務委員。
- 1973年、革命的労働者協会第2代議長に就任。
- 1981年、革命的労働者協会分裂。
- 1985年、「革命的労働者党建設をめざす解放派全国協議会」の結成に参画。
- 1999年3月、死去